# Steubenville (Ohio)
Steubenville es una ciudad ubicada en el condado de Jefferson en el estado estadounidense de Ohio. En el Censo de 2010 tenía una población de 18.659 habitantes y una densidad poblacional de 677,92 personas por km². Es aquí donde nació la famosa actriz y cantante Traci Lords, además del actor Dean Martin.

## Geografía
Steubenville se encuentra ubicada en las coordenadas 40°21′59″N 80°39′25″O / 40.36639, -80.65694. Según la Oficina del Censo de los Estados Unidos, Steubenville tiene una superficie total de 27.52 km², de la cual 27.31 km² corresponden a tierra firme y (0.77%) 0.21 km² es agua.

## Demografía
Según el censo de 2010, había 18.659 personas residiendo en Steubenville. La densidad de población era de 677,92 hab./km². De estos habitantes, Steubenville estaba compuesto por el 79.01% blancos, el 15.9% eran afroamericanos, el 0.19% eran amerindios, el 0.81% eran asiáticos, el 0.02% eran isleños del Pacífico, el 0.56% eran de otras razas y el 3.53% pertenecían a dos o más razas. Del total de la población el 2.43% eran hispanos o latinos de cualquier raza.